# Le Jour du jugement dernier
Le Jour du jugement dernier est un tableau réalisé en 1861 par le peintre français Jean-Léon Gérôme. Cette peinture à l'huile sur toile de 52 × 43 cm, représente la pesée de l’âme d’un homme sous le regard de Dieu. Elle fait partie d’une collection particulière. 

## Description
L’action se déroule dans le ciel, au-dessus des nuages. Deux éléments se détachent : d’un côté, une balance avec deux plateaux, l’un à gauche plus bas avec un cochon allongé dessus. Le second plateau, lui, haut, est chargé d’une montagne de crânes humains sur lequel est assis un riche ottoman. En dessous, le plateau est soutenu par un ange vêtu de rose avec des ailes noires. À gauche, l'œil de la Providence regarde la balance. 
L’auteur n’a pas laissé d’explication sur cette œuvre. On peut faire le rapprochement avec sa propre vie car 1861, il est blessé lors d’un duel. Il manque de perdre sa main, touché par balle.
La signature de l’artiste se trouve sur le rebord gauche du plateau de droite.